# Aeroméxico

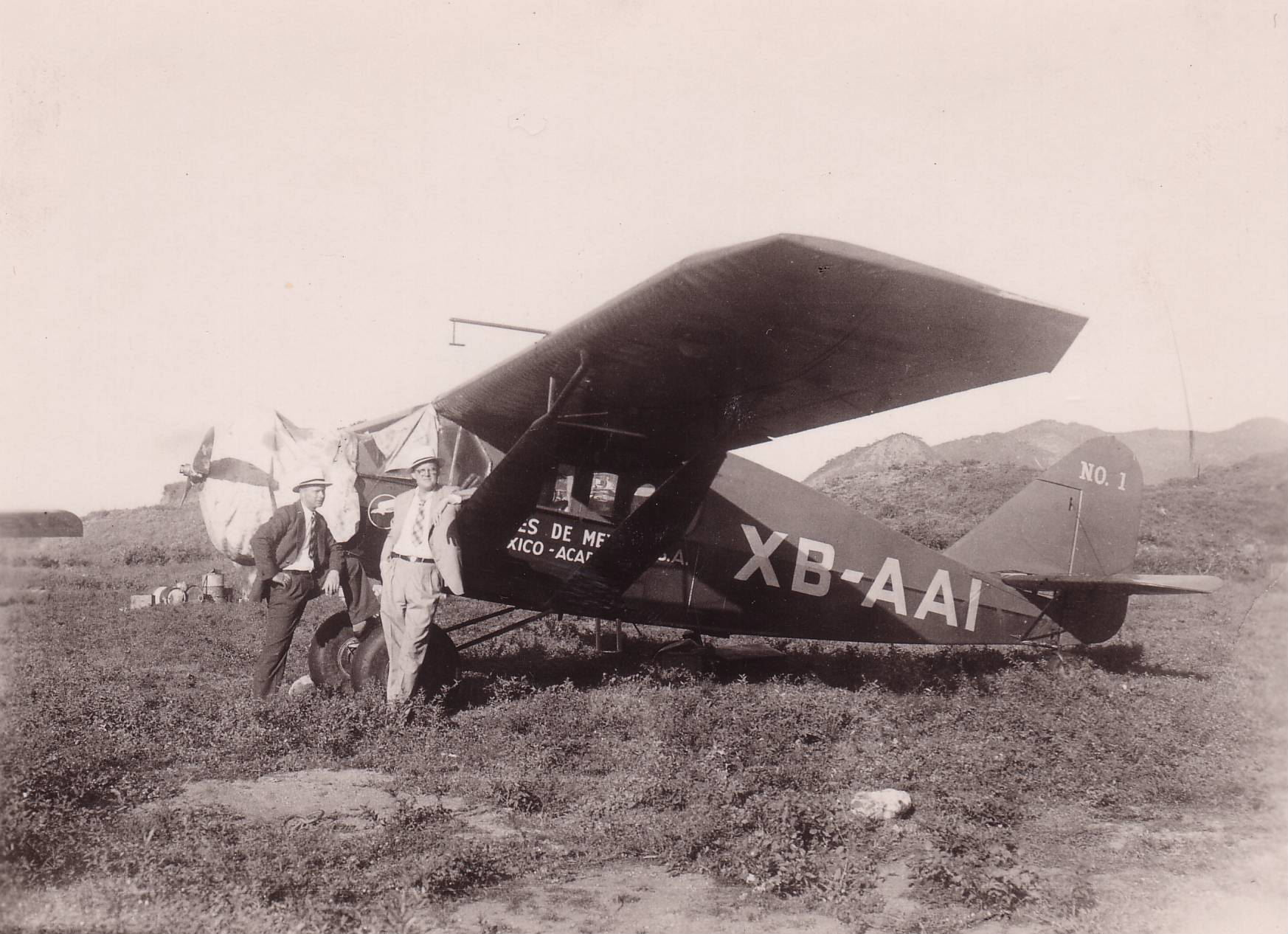
Aeromexico México City - Acapulco ca. 1935

Aeroméxico és l'aerolínia de bandera de Mèxic i té com a base l'Aeroport Internacional de la Ciutat de Mèxic. És la tercera aerolínia de latinoamèrica en terme mitjà de destinacions i moviment de passatgers, quant a la seva flota és la segona a Llatinoamèrica després de l'aerolínia brasilera TAM que posseeix 102 aeronaus. És membre de l'aliança SkyTeam.

## Història
La companyia es va fundar l'1 de setembre de 1934 amb el nom de Aeronaves de México. El seu servei es va inaugurar amb la línia Ciutat de Mèxic-Acapulco. Entre els anys 1952 i 1962 va fusionar-se amb diverses companyies com Líneas Aéreas Mexicanas, S.A. (LAMSA), Aerovías Reforma, S.A., Aerolíneas Mexicanas, S.A. i Guest Aerovías México, aquesta última operant internacionalment.
El desembre de 1957 va obrir la seva primera línia internacional amb la ruta Ciutat de Mèxic-Nova York amb avions Britannia 302 que, posteriorment, serien substituïts per Douglas DC-8. En juliol de 1959 la companyia va ser nacionalitzada fins que, en 1970, va patir una reorganització en que el govern va integrar totes les línies interiors, controlades per 8 aerolínies menors en una de sola controlada per Aeronaves de México. El febrer de 1972 l'aerolínia canviava el seu nom per Aeroméxico amb el que se la coneix actualment.

## Flota[1]
Durant la seva història Aeroméxico ha utilitzat diverses aeronaus.
- McDonnell Douglas DC-8
- McDonnell Douglas DC-9
- McDonnell Douglas DC-10